# Vanillevlekje
Het vanillevlekje (Atemelia torquatella) is een vlinder uit de familie Praydidae. De wetenschappelijke naam van de soort werd in 1846 gepubliceerd door Lienig.